# Пшибишув (Великопольське воєводство)
Пшибишув (пол. Przybyszów, нім. Juliustal) — село в Польщі, у гміні Кемпно Кемпінського повіту Великопольського воєводства.
Населення — 139 осіб (2011).
У 1975-1998 роках село належало до Каліського воєводства.

## Демографія
Демографічна структура станом на 31 березня 2011 року:
|          | Загалом | Допрацездатний вік | Працездатний вік | Постпрацездатний вік |
| -------- | ------- | ------------------ | ---------------- | -------------------- |
| Чоловіки | 65      | 10                 | 49               | 6                    |
| Жінки    | 74      | 17                 | 44               | 13                   |
| Разом    | 139     | 27                 | 93               | 19                   |